# 大昌泰
大昌泰（韓語：대창태），渤海国宗室大臣，姓大氏。第十四次渤海遣日使。
渤海康王时，官至慰军大将军、左熊卫都将、上柱将（上柱国），封开国子。正历四年（798年、唐朝贞元十四年、日本延曆十七年）四月，日本桓武天皇派内藏贺茂（内藏宿祢贺茂麻吕）等出使渤海。大昌泰携渤海国书送内藏贺茂回日本，并通聘。十二月入日本京都。次年正旦，参与朝贺，四月，与日使滋野船白（滋野宿祢船白）回渤海。从此之后，日本和渤海通使开禁，日本在能登造客院招待渤海国使者。